# Otjakiv
Otjakiv (ukrainsk: Оча́ків, tr. Otjákiv, ukrainsk udtale: [ɔˈt͡ʃakʲiu̯]  ( hør); russisk: Оча́ков, tr. Otjakov; krimtatarisk: Özü; rumænsk: Oceacov; også Vozia og Alektor (oldgræsk: Ἀλέκτορος) er en mindre by i Mykolajiv rajon i Mykolajiv oblast i det sydlige Ukraine. Byen havde i 2021 13.927 indbyggere.
I mange år fungerede Otjakiv som hovedstad i den osmanniske provins (ejalet) det sydlige Ukraine.

## Geografi
Byen er beliggende ved floden Dneprs udløb i Dnepr-Buh flodmundingen. Fæstningerne i Otjakiv og i Kinburn kontrollerede indsejlingen til de to floder.

## Historie

### Grundlæggelse og navn
Den stribe land, som Otjakiv ligger på var i oldtiden beboet thrakere og skytere. I det 7. og 6. århundrede f.v.t. grundlagde græske kolonister en handelskoloni, kaldet  Alektor, nær den thracianske kyst. Arkæologiske udgravninger viser, at der i det det nærliggende område lå en anden græsk koloni, Pontic Olbia.
I det første århundrede e.v.t. blev Alektor en romersk koloni og en del af Romerriget. Området var en del af det område, hvor den rumænske etnicitet opstod, og var generelt et område, hvor flere migrerende stammer og folk passerede. Som følge af migrationerne eroderede byen som by og blev i stedet afløst af flere forskellige bosættelser med forskellige etniske grupper i området omkring flodmundingerne.
I middelalderen kaldtes området Vozia af rumænerne. Området blev regeret af Moldaviens Brodnici-dynasti. Ved Mongolernes invasion af Centralasien kom området under tatarernes indflydelse.
Alexander 1., Den Gode, vojvod af Moldavien (1400–1432) og dennes allierede, Vytautas den Store af Litauen (1392–1430) erobrede Vozia-området og opførte en ny fæstning tæt på Alektors ruiner.
I 1300-tallet havde genovesiske handels-familie Senarega grundlagt en borg i et området, tæt ved byen Vozia. Området havde meget handel mellem rumænerne og tatarerne, men Senarega-familiens indblanding i interne moldaviske forhold medførte, at moldaverne tog borgen fra den italienske familie i 1455.
I 1492 erobrede krimtatarere Vozia fra moldaverne og omdøbte herefter byen til Özü-Cale, der betyder "Dnepr-fæstning". Året efter blev byen indtaget af moldaviske kosakker. Grundet byens strategiske beliggenhed blev den i en lang periode et mål for herskere og riger, der havde interesse i området, herunder Moldavien, kosakker, Den polsk-litauiske realunion og Det Osmanniske Rige. Senere blev byen centrum for en osmannisk sandjak i den osmanniske provins, som blev etableret i området.
I 1600 erobrede den valakiske fyrste Michael den Tapre kortvarigt byen. I optegnelser fra 1600-tallet anførte den rejsende Giovanni Battista Malbi i 1620, at selvom byen var regeret af tatarerne, så var den beboet af rumænere med ortodoks tro og med et afvigende latinsk-italiensk sprog med slavisk indflydelse, idet gammelslavisk var kirkesproget i alle rumænske lande. Samme observationer blev gjort af Niccolo Barsi fra Lucca. En munk fra Poltava skrev i samme periode, at der i byen udover tyrkere og tatarer boede moldavere (rumænere) og græske handelsfolk. Den polske konge Sigismund 3. sendte sin en udsending til khan Gazi 2. Giray. Udsendingen rejste fra bl.a. gennem Vozia, og beskrev, at der kun fandtes moldaviske landsbyer i området på trods af, at det var regeret af Tatar Khan. .

### Russisk erobring
Under den russisk-tyrkiske krig (1735-1739) belejrede Rusland den osmanniske fæstning i byen i 1737. Russerne anså kontrol med fæstnignen for afgærende  for at opnå kontrol med den vestlige del af Sortehavet. Russiske tropper under feltmarskal von Münnich indtog fæstningen i juli 1737, men russerne forlod fæstningen allerede året efter og gav fæstningen tilbage til osmannerne i 1739 i forbindelse med fredsslutningen.
Ved den efterfølgende russisk-tyrkiske krig (1787-1792) belejrede og angreb russerne atter fæstningen fra land og fra havet. Russerne erobrede fæstningen ved et angreb i december 1788 i 23 graders frost, men led betydelige tab under angrebet. Ved fredsslutningen ved Jassytraktaten overgav osmannerne byen til russerne, der kaldte den Otjakov (russisk:  Оча́ков).
Det russiske kejserrige forsøgte oprindeligt at grundlægge et "Ny Moldavien" for at tiltrække rumænere fra Moldavien, Valakiet og andre rumænsketalende områder. Men på trods af, at rumænerne udgjorde hovedparten af befolkningen i området, havde de ingen rettigheder og blev som følge af russificeringspolitikken tvunget til at lade sig assimilere. For at opnå sit mål gav det russiske kejserrige land til slaviske bosættere.

### Engelsk-fransk besættelse
Under Krimkrigen indtog britisk-franske tropper den nærliggende fæstning i Kinburn i 1855. Russerne forlod herefter Otjakov efter at havde ødelagt byens fæstning. Efter Krimkrigen blev fæstningen genopbygget og forstærket.

### Nyere historie
Ved etableringen af Den Ukrainske Folkerepublik blev byens ukrainske navn, Otjakiv, officielt. Folkerepublikken blev senere omdannet til Ukrainske SSR og en del af Sovjetunionen. Under 2. verdenskrig blev byen besat af Rumænien fra 1941 til 1944.

## I dag
Otjakiv er i dag en ferieby og en fiskerihavn.
Byens turistattraktioner er Suvorov Museet, der var en moske i 1400-tallet, der senere blev omdannet til kirke i 1800-tallet.
Otjakiv er hjemsted for den ukrainske flådes kontrolcenter.

## Galleri
- Sudkovskij museet
- Sankt Nikolaj kirken
- Otjakiv Militærhistoriske museum
- Strand ved Sortehavet i Otjakiv